# Bavelse
Bavelse er en herregård, der nævnes første gang i 1383 og ligger ved Bavelse Sø i Bavelse Sogn i Næstved Kommune. Jacob Ulfeldt opførte i 1588 en renæssanceborg, som blev revet ned i begyndelsen af 1700-tallet. Den nuværende hovedbygning er opført i 1845 af Chr. Rønnenkamp.
Godserne Bavelse og Næsbyholm er tilsammen 2.000 hektar.

## Ejere af Bavelse
- (1370-1383) Oluf Glug
- (1383) Margrethe Olufsdatter Glug gift Moltke
- (1383-1410) Henneke Johan Moltke
- (1410-1450) Evert Moltke
- (1450-1466) Johanne Evertsdatter Moltke gift Thott
- (1466-1480) Erik Aagesen Thott
- (1480-1497) Svend Eriksen Thott
- (1497-1500) Anne Svendsdatter Thott gift Flemming
- (1500-1525) Herman Flemming
- (1525-1534) Erik Hermansen Flemming
- (1534-1544) Jacob Hermansen Flemming
- (1544-1588) Anne Jacobsdatter Flemming gift Ulfeldt
- (1588-1593) Jacob Ulfeldt
- (1593-1610) Corfitz Ulfeldt
- (1610-1630) Jacob Ulfeldt
- (1630-1647) Corfitz Ulfeldt
- (1647-1648) Oluf Daa
- (1648-1661) Corfitz Ulfeldt
- (1661-1664) Frederik 3.
- (1664-1667) Peter Holmer / Casper von Buchwaldt / Johan Banniermann
- (1667-1673) Christoffer Gabel
- (1673-1683) Ermegard Badenhaupts gift Gabel
- (1683-1703) Frederik Gabel / Valdemar Gabel
- (1703-1705) Hans Albrecht Heseker
- (1705) Herman Schøller
- (1705-1711) Enke Fru Christine Schøller
- (1711) Frederik 4.
- (1711-1712) Charlotte Helene von Schindel
- (1712-1720) Petra Sophie Reedtz-Thott
- (1720-1756) Christian Sigfred von Plessen (f. 1696)
- (1756-1763) Johan Ludvig Holstein
- (1763-1775) Christian Frederik von Holstein
- (1775-1795) Carl Adolph Raben
- (1795-1804) Frederik Sophus Raben
- (1804-1823) Christian Conrad Sophus Danneskiold-Samsøe
- (1823-1824) Boet efter C. C. S. af Danneskiold-Samsøe
- (1824-1837) Den Danske Stat
- (1837-1867) Christian Rønnenkamp
- (1867-1872) Enkefru Jessy Caroline Howden gift Rønnenkamp
- (1872-1881) Enkefru Jessy Caroline Howden gift Rønnenkamps dødsbo
- (1881-1930) Christian Howden-Rønnenkamp født Müller
- (1930-1948) Jessy Howden-Rønnenkamp gift Holck
- (1948-1975) Mogens Preben Christian-Eiler Howden-Rønnenkamp lensbaron Holck
- (1975-) Karl Mogens Howden-Rønnenkamp lensbaron Holck